# Fath Air Base
La Fath Air Base (ICAO: OIIF) è un aeroporto militare vicino a Karaj, nella provincia di Alborz, in Iran. Gli è stato assegnato il codice aeroportuale ICAO OIIF. L'aeroporto si trova ad un'altitudine di 1.219 metri e dispone di una pista in asfalto lunga 3 218 piedi (981 m), designata 13/31. È utilizzata principalmente come base per gli elicotteri dell'Helicopter Training Squadron, dell'Attack Helicopter Squadron e del Training & Recce Helicopter Squadron della Forza aerospaziale del Corpo delle guardie della rivoluzione islamica.

## Incidenti
Il 14 gennaio 2019, un Boeing 707 della Saha Airlines è uscito di pista in fase di atterraggio, provocando la morte di quindici delle sedici persone a bordo. L'aereo sarebbe dovuto atterrare all'aeroporto Internazionale Payam, ma è atterrato per errore a Fath. Payam si trova a 10,9 chilometri a nord-ovest della Fath Air Base.
Un incidente simile è stato evitato il 16 novembre 2018, quando un MD-88 della Taban Air con a bordo 155 persone ha tentato due volte di atterrare su questa pista, scambiandola per la più lunga pista di 3 659 metri (12 005 ft) dell'aeroporto internazionale Payam, che si trova quasi in linea ma a 11 km di distanza. Il primo avvicinamento è stato interrotto alle 11:26 e l'aereo ha girato in tondo per un altro tentativo. Il secondo avvicinamento è stato interrotto alle 11:29 e l'aereo ha proseguito per un atterraggio sicuro all'aeroporto alle 11:31. AAID Iran ha riferito che il volo ha raggiunto un'altitudine di solo un metro sopra il livello del suolo durante uno degli avvicinamenti. L'MD-88 richiede un minimo di circa 1 500 metri (4 900 ft) di pista per atterrare in sicurezza, 500 metri (1 600 ft) in più rispetto alla pista di 981 metri (3 219 ft) della base aerea di Fath.